# Episodi di La strada per Avonlea (sesta stagione)
La sesta stagione della serie televisiva La strada per Avonlea è andata in onda sulla CBC Television dal 15 gennaio al 2 aprile 1995.
| nº | Titolo originale            | Titolo italiano            | Prima TV originale | Prima TV in italiano |
| -- | --------------------------- | -------------------------- | ------------------ | -------------------- |
| 1  | The Return of Gus Pike      | Il ritorno di Gus          | 15 gennaio 1995    |                      |
| 2  | Lonely Hearts               | Cuori solitari             | 15 gennaio 1995    |                      |
| 3  | Christmas in June           | Cecily e Louie             | 22 gennaio 1995    |                      |
| 4  | Fools and Kings             | Tacchini e vecchie galline | 29 gennaio 1995    |                      |
| 5  | Comings and Goings          | Arrivi e partenze          | 5 febbraio 1995    |                      |
| 6  | A Fox Tale                  | L'affare del secolo        | 12 febbraio 1995   |                      |
| 7  | The Trouble with Davey      | Hetty la tata              | 19 febbraio 1995   |                      |
| 8  | Great Expectations          | Grandi speranze            | 26 febbraio 1995   |                      |
| 9  | The More Things Change      | Fiori d'arancio per Muriel | 5 marzo 1995       |                      |
| 10 | Home Is Where the Heart Is  | Il ritorno di Rachel       | 12 marzo 1995      |                      |
| 11 | What a Tangled Web We Weave | Piccole bugie              | 19 marzo 1995      |                      |
| 12 | A Time to Every Purpose     | Teoria e pratica           | 26 marzo 1995      |                      |
| 13 | Homecoming                  | Cambiamenti                | 2 aprile 1995      |                      |